# Lijst van oorlogsmonumenten in Oss
De Nederlandse gemeente Oss heeft 17 oorlogsmonumenten. Hieronder een overzicht.
Eén daarvan is het project Stolpersteine van Gunter Demnig dat de slachtoffers van het nationaalsocialisme zichtbaar maakt in de straat. In dat kader zijn er in totaal voor 263 (Joodse) personen Stolpersteine aangebracht in de gemeente. Zie de link 'meer afbeeldingen' bij het item hieronder, voor een overzicht van de locaties met Stolpersteine.
| Nr.                             | Object                                                                                               | Herdachte groep | Ontwerper                                                   | Onthulling     | Type            | Locatie                            | Plaats        | Coördinaten                   | Foto                                                                                                 |
| ------------------------------- | --- | --- | ----------------------------------------------------------- | -------------- | --------------- | ---------------------------------- | ------------- | ----------------------------- | --- |
| 349                             | Monument op de begraafplaats                                                                         | militairen in dienst van het Ned. Kon. na 1945                                                                     |                                                             |                | gedenksteen     | Clarastraat, 5366 AK               | Megen         | 51° 49' 22" NB, 5° 33' 43" OL | Meer afbeeldingen                                                                                    |
| 357                             | Oorlogsmonument                                                                                      | militairen in dienst van het Ned. Kon. na 1945, militairen in dienst van het Ned. Kon. 1940-1945, verzet Nederland |                                                             | 4 mei 1969     | gedenksteen     | Burg. van Erpstraat, 5351 AR       | Berghem       | 51° 46' 32" NB, 5° 34' 48" OL | Meer afbeeldingen                                                                                    |
| 957                             | Verzetsmonument                                                                                      | militairen in dienst van het Ned. Kon. na 1945, militairen in dienst van het Ned. Kon. 1940-1945, verzet Nederland |                                                             | 4 mei 1995     | plaquette       | Raadhuislaan 2, 5341 GM            | Oss           | 51° 45' 53" NB, 5° 31' 29" OL | Verzetsmonument                                                                                      |
| 960                             | Bevrijdingsmonument                                                                                  | algemeen |                                                             |                | plaquette       | Raadhuislaan 2, 5341 GM            | Oss           | 51° 45' 53" NB, 5° 31' 29" OL | Bevrijdingsmonument                                                                                  |
| 972                             | Joods monument                                                                                       | vervolgden Oss |                                                             | 4 mei 1993     | gedenksteen     | Raadhuislaan 2, 5341 GM            | Oss           | 51° 45' 53" NB, 5° 31' 29" OL | Joods monument                                                                                       |
| 973                             | Joods monument                                                                                       | vervolgden Oss | Frans van der Burgt                                         | 4 mei 1960     | beeld/sculptuur | Nieuwe Hescheweg 2, 5342 ED        | Oss           | 51° 45' 35" NB, 5° 31' 51" OL | Meer afbeeldingen                                                                                    |
| 1090                            | Vrijheid (Eind juli 2011 gestolen, vervangen door "Vrede, vrijheid, veiligheid en verdraagzaamheid") | algemeen, vervolgden Nederland, burgerslachtoffers, militairen in dienst van het Ned. Kon. na 1945                 | Inez Oerlemans-Hegeman (03-11-1945)                         | 4 mei 1991     | beeld/sculptuur | Veldstraat, 5386 AW                | Geffen        | 51° 44' 25" NB, 5° 28' 1" OL  | Vrijheid (Eind juli 2011 gestolen, vervangen door "Vrede, vrijheid, veiligheid en verdraagzaamheid") |
| 1211                            | Monument in het gemeentehuis                                                                         | militairen in dienst van het Ned. Kon. na 1945, burgerslachtoffers                                                 | Martien Geer-van de Poel (07-12-1953)                       | 4 mei 1995     | plaquette       | Sint Luciastraat 4, 5371 AS        | Ravenstein    | 51° 47' 49" NB, 5° 39' 5" OL  | Meer afbeeldingen                                                                                    |
| 1415                            | Vergeten vliegveld bij Keent                                                                         | geallieerde militairen, overig                                                                                     | Albert Sanders                                              | 5 mei 1995     | beeld/sculptuur | Keentseweg, 5371                   | Ravenstein    | 51° 46' 36" NB, 5° 40' 54" OL | Meer afbeeldingen                                                                                    |
| 1801                            | Oorlogsmonument                                                                                      | geallieerde militairen, burgerslachtoffers                                                                         | Huub van der Sanden, Joop Falke, J. Litjes, Godschalk       | 4 mei 1995     | gedenksteen     | Rogstraat 2, 5373 AP               | Herpen        | 51° 46' 20" NB, 5° 38' 30" OL | Meer afbeeldingen                                                                                    |
| 2117                            | Oorlogsmonument                                                                                      | geallieerde militairen, burgerslachtoffers                                                                         |                                                             | 4 mei 2003     | plaquette       | Marktstraat, 5371 AC               | Ravenstein    | 51° 47' 49" NB, 5° 39' 6" OL  | Meer afbeeldingen                                                                                    |
| 2324                            | Plaquette in het NS-station                                                                          | burgerslachtoffers                                                                                                 | Ir. H.G.J. Schelling (ontwerp), H.J. Winkelman (uitvoering) | 7 oktober 1948 | plaquette       | 5349                               | Oss           | 51° 45' 55" NB, 5° 31' 50" OL | Meer afbeeldingen                                                                                    |
| 2633                            | Monument voor Vrijheid, Verdraagzaamheid en Vrede                                                    | militairen in dienst van het Ned. Kon. na 1945, militairen in dienst van het Ned. Kon. 1940-1945, verzet Nederland | Ger van Iperen-Schenkels (1942)                             | 17 april 2004  | overig          | Prof. Regoutstraat, 5348 AA        | Oss           | 51° 46' 26" NB, 5° 31' 57" OL | Meer afbeeldingen                                                                                    |
| 3486                            | Oorlogsmonument                                                                                      | gallieerde militairen, militairen in dienst van het Ned. Kon. 1940-1945, burgerslachtoffers                        | Jac van Someren                                             | 2006           | beeld/sculptuur | Koolmarkt / Maasdijk, 5366         | Megen         | 51° 49' 27" NB, 5° 34' 3" OL  | Meer afbeeldingen                                                                                    |
| 3517                            | Monument voor Titus Brandsma                                                                         | Verzet Nederland                                                                                                   |                                                             |                | beeld/sculptuur | Molenstraat 30, 5341 GD            | Oss           | 51° 46' 2" NB, 5° 31' 32" OL  | Meer afbeeldingen                                                                                    |
| Dit oorlogsmonument op Wikidata | Oorlogsmonument                                                                                      | Oorlogsslachtoffers Tweede wereldoorlog                                                                            |                                                             |                | plaquette       | Pastoor Roesweg, 5398HR            | Maren-Kessel  | 51° 47' 46" NB, 5° 23' 36" OL | Oorlogsmonument                                                                                      |
| Dit oorlogsmonument op Wikidata | Oorlogsgraf van Johannes Antonius Broers                                                             | Oorlogsslachtoffers Tweede wereldoorlog                                                                            |                                                             |                | grafmonuent     | Kloosterstraat                     | Berghem       | 51° 46' 12" NB, 5° 34' 13" OL | Meer afbeeldingen                                                                                    |
| Dit oorlogsmonument op Wikidata | Oorlogsmonument: Stolpersteine                                                                       | vervolgden Nederland                                                                                               | Gunter Demnig                                               |                | reliëf          | Zie Lijst van Stolpersteine in Oss | Oss en Geffen |                               | Meer afbeeldingen                                                                                    |

Alphen-Chaam ·
Altena ·
Asten ·
Baarle-Nassau ·
Bergeijk ·
Bergen op Zoom ·
Bernheze ·
Best ·
Bladel ·
Boekel ·
Boxtel ·
Breda ·
Cranendonck ·
Deurne ·
Dongen ·
Drimmelen ·
Eersel ·
Eindhoven ·
Etten-Leur ·
Geertruidenberg ·
Geldrop-Mierlo ·
Gemert-Bakel ·
Gilze en Rijen ·
Goirle ·
Halderberge ·
Heeze-Leende ·
Helmond ·
's-Hertogenbosch ·
Heusden ·
Hilvarenbeek ·
Laarbeek ·
Land van Cuijk ·
Loon op Zand ·
Maashorst ·
Meierijstad ·
Moerdijk ·
Nuenen, Gerwen en Nederwetten ·
Oirschot ·
Oisterwijk ·
Oosterhout ·
Oss ·
Reusel-De Mierden ·
Roosendaal ·
Rucphen ·
Sint-Michielsgestel ·
Someren ·
Son en Breugel ·
Steenbergen ·
Tilburg ·
Valkenswaard ·
Veldhoven ·
Vught ·
Waalre ·
Waalwijk ·
Woensdrecht ·
Zundert